# Келлог, Вернон Лайман
Вернон Лайман Келлог (англ. Vernon Lyman Kellogg; 1 декабря 1867, Эмпория, Канзас — 16 декабря 1937, Хартфорд, Коннектикут) — американский энтомолог и эволюционист. Профессор Стэнфордского университета. Президент Энтомологического общества Америки (1915).

## Биографи
Родился 1 декабря 1867 года в городе Эмпория (штат Канзас) в семье Лаймана Бичера Келлога, преподавателя колледжа. В 1889 году окончил Канзасский университет, получив степень бакалавра. Научным руководителем его был Фрэнсис Сноу. С 1890 здесь же работал ассистентом-профессором энтомологии, после окончания магистратуры в 1892 стал ассоциированным профессором. В 1893 году учился в Лейпцигском университете. В 1894 году по рекомендации Джона Комстока перешел работать в Стэнфордский университет, где в 1896 получил должность профессора. В 1908 году женился на Шарлотте Хоффман. В 1915—1916 годах был директором Американской комиссии по оказанию помощи в Бельгии в Брюсселе. В 1917—1919 годах работал в Управлении пищевых продуктов. В 1918—1921 годах возглавил гуманитарную миссию в Польшу и был специальным уполномоченным по России от Американской администрации помощи. В 1919—1933 годах занимал разные должности в Национальном исследовательском совете США, в том числе был заместителем председателя совета (1921—1933). Умер 8 августа 1937 года в Хартфорде (штат Коннектикут).

## Награды, звания и память
Келлог был членом многих научных обществ, а также офицером ордена Почетного легиона, командором Ордена Короны, кавалером ордена Леопольда I и Ордена возрождения Польши. В 1915 году был президентом Энтомологического общества Америки.
В честь Келлога назван один из транспортных пароходов серии Либерти.

## Научная деятельность
Вернон Келлог является одним из выдающихся американских биологов начала XX века. Он считается одним из самых активных сторонников американского движения «мирной биологии» (англ. peace biology). В книгах «Headquarters Nights» и «Germany in the War and After» Келлог описывает отрицательные последствия войны для населения Германии и немецкой культуры. Он критиковал представления социальных дарвинистов о том, что немецкий народ в силу «биологической наследственности» отличается от других людей и что война может способствовать улучшению генетических особенностей человека. Он указывал на то, что «общий ход эволюции человечества сильно отличается от хода эволюции других животных в мире». Люди в отличие от животных обладают языком и способны впитывать культуру, человек выделяется «особенно развитием разума, а не когтей и зубов». Мир человека двигался к развитию на основе принципа взаимопомощи, а не принципа взаимной борьбы.
Келлог известен как эксперт в области проблем связанных с продуктами питания и распределением продовольствия. В 1917 году вышла книга «Продовольственная проблема» (англ. The Food Problem), в соавторстве с Алонсо Тейлором. В ней утверждалось, что ход войны в будущем будет определяться едой и голодом. Были представлены также предложения о том, как избежать продовольственных проблем в будущем.
В конце XIX и начале XX века в сформировалось новое направление экспериментальной биологии, которое получило название биономики. Биономика занимается постановкой контролируемых наблюдений и экспериментов над живыми организмами в условиях, приближенных к их естественной среде обитания. Вернон Келлог был одним из тех, кто внес большой вклад в развитие биономических исследований. В Стэнфордском университете он создал лабораторию биономики, а с 1898 по 1914 год возглавлял кафедру биономики. Он активно публиковал результаты своих исследований, основанных на биономическом подходе и призывал других биологов-исследователей применять тот же подход. Согласно представлением Келлога, в отличие от обычных полевых исследований в биономических исследованиях делается сильный акцент на возможности исследователя управлять окружающей средой и экспериментировать со своими объектами в природных условиях. Анализ результатов таких экспериментов, по мнению Келлога, может помочь понять процессы эволюции и поддержать дарвиновскую теорию естественного отбора.
Келлог внёс вклад в изучение биологии и систематики многих групп насекомых. Наибольший авторитет ему принесли его исследования систематике и эволюции пухоедам и вшам. На протяжении 15 лет он проводил экспериментальные работы с тутовым шелкопрядом, жуками и медоносной пчелой. Им были проверены, найденные Грегором Менделем, соотношения для различных признаков. В результате этих исследований удалось подтвердить, что ряд признаков, которые отличают близкородственные виды, не имеют адаптивного значения.

## Публикации
Келлог был автором множества научных публикаций по энтомологии, экологии и эволюции.

### Книги
- Comstock J. H., Kellogg V. L. The elements of insect anatomy (англ.). — Ithaca, New York.: Comstock Publishing Co., 1895.. — 91 p.
- Kellogg V. L. Elementary zoology (англ.). — New York: Henry Holt and Company, 1901. — 492 p.
- Kellogg V. L. First lessons in zoology (англ.). — New York: Henry Holt and Company, 1903. — P. 390. — 492 p.
- Jordan D.S.  Kellogg V. L. Evolution and animal life; an elementary discussion of facts, processes, laws and theories relating to the life and evolution of animals (англ.). — New York: D. Appleton and company, 1907. — P. 489. — 492 p.
- Kellogg V. L. Darwinism to-day; a discussion of present-day scientific criticism of the Darwinian selection theories, together with a brief account of the principal other proposed auxiliary and alternative theories of species-forming (англ.). — New York: H. Holt and Company, 1907. — 492 p.
- Kellogg V. L., Taylor A. The Food Problem (англ.). — New York: The Macmillan Company, 1917.
- Kellogg V. L. Germany in the War and After (англ.). — New York: The Macmillan Company, 1919.
- Kellogg V. L. Herbert Hoover, the man and his work (англ.). — New York et Londres: D. Appleton and company, 1920.
- Kellogg V. L. Mind and heredity (англ.). — Princeton: Princeton University Press, 1923.
- Kellogg V. L. Headquarters nights. A record of conversations and experiences at the headquarters of the German Army in France and Belgium (англ.). — Boston: Atlantic Monthly Press, 11917.
- Kellogg V. L. Evolution: the way of man (англ.). — New York: D. Appleton, 1926.

### Статьи
- Kellog V. L. The classification of the Lepidoptera (англ.) // Americal Naturalist. — 1895. — No. 5. — P. 248—257.
- Kellog V. L. The Ephemeridae and venation nomenclature (англ.) // Psyche. — 1895. — No. 7. — P. 311—315.
- Kellog V. L. Phagocytosis in the Post-embryonic Development of the Diptera (англ.) // Americal Naturalist. — 1901. — No. 35. — P. 363—368.